# Daedalia Planum
Daedalia Planum es una llanura en Marte ubicada al sur de Arsia Mons con coordenadas 21.8°S 128.0°W. Da la impresión de ser una llanura relativamente sin rasgos distintivos que cuenta con múltiples flujos de lava y pequeños cráteres. Está ubicado principalmente en el cuadrángulo de Memnonia, con algunas secciones en el cuadrángulo de Tharsis y el cuadrángulo de Phoenicis Lacus. La imaginería moderna sugiere que puede llamarse con mayor precisión un fluctus en lugar de planum.
Existe evidencia de que un antiguo cráter de impacto de 4500 km de diámetro formada en la época de Noeico puede estar centrada en Daedalia Planum.

## Galería

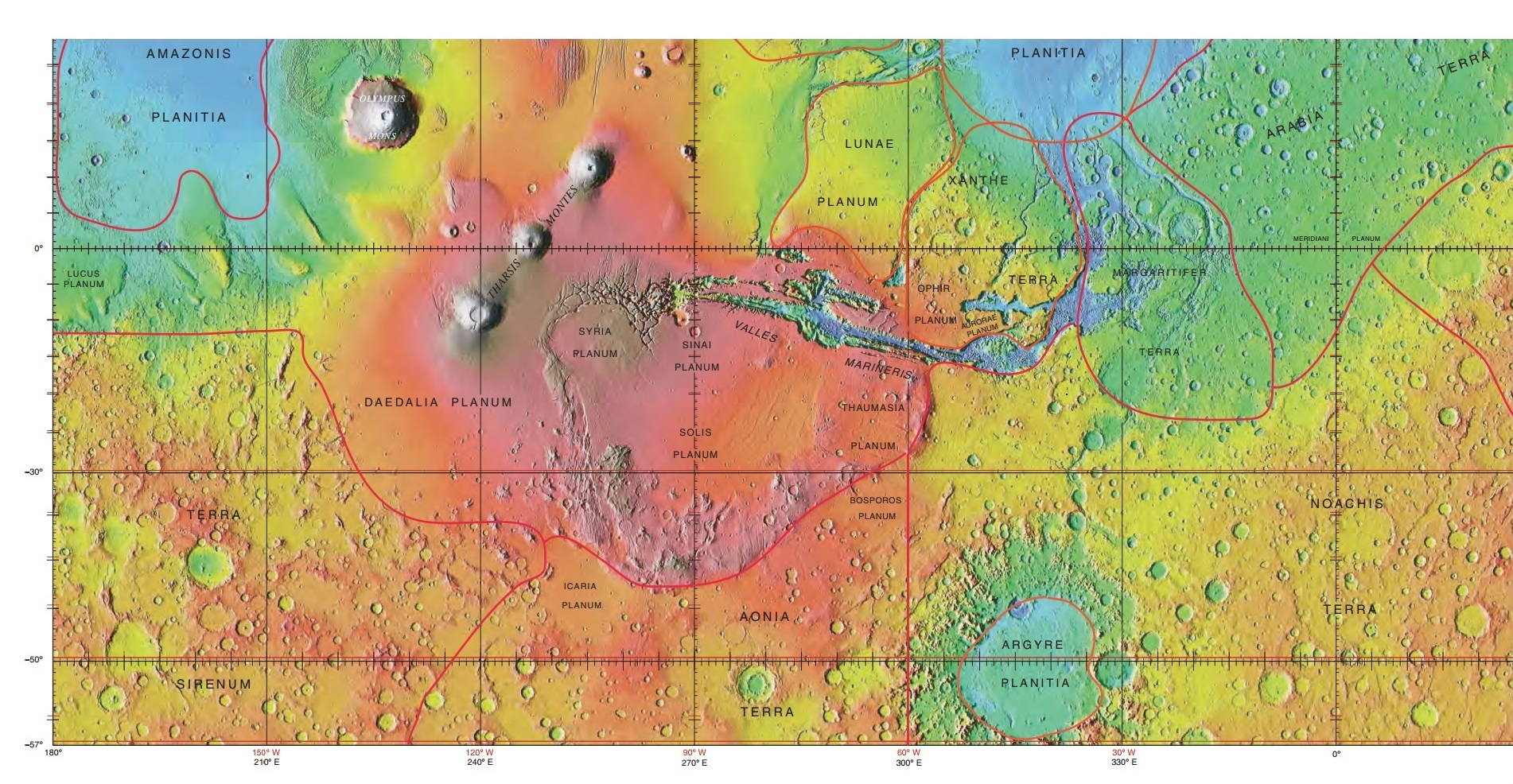
Mapa MOLA que muestra los límites de Daedalia Planum y otras regiones. Los colores muestran elevaciones.
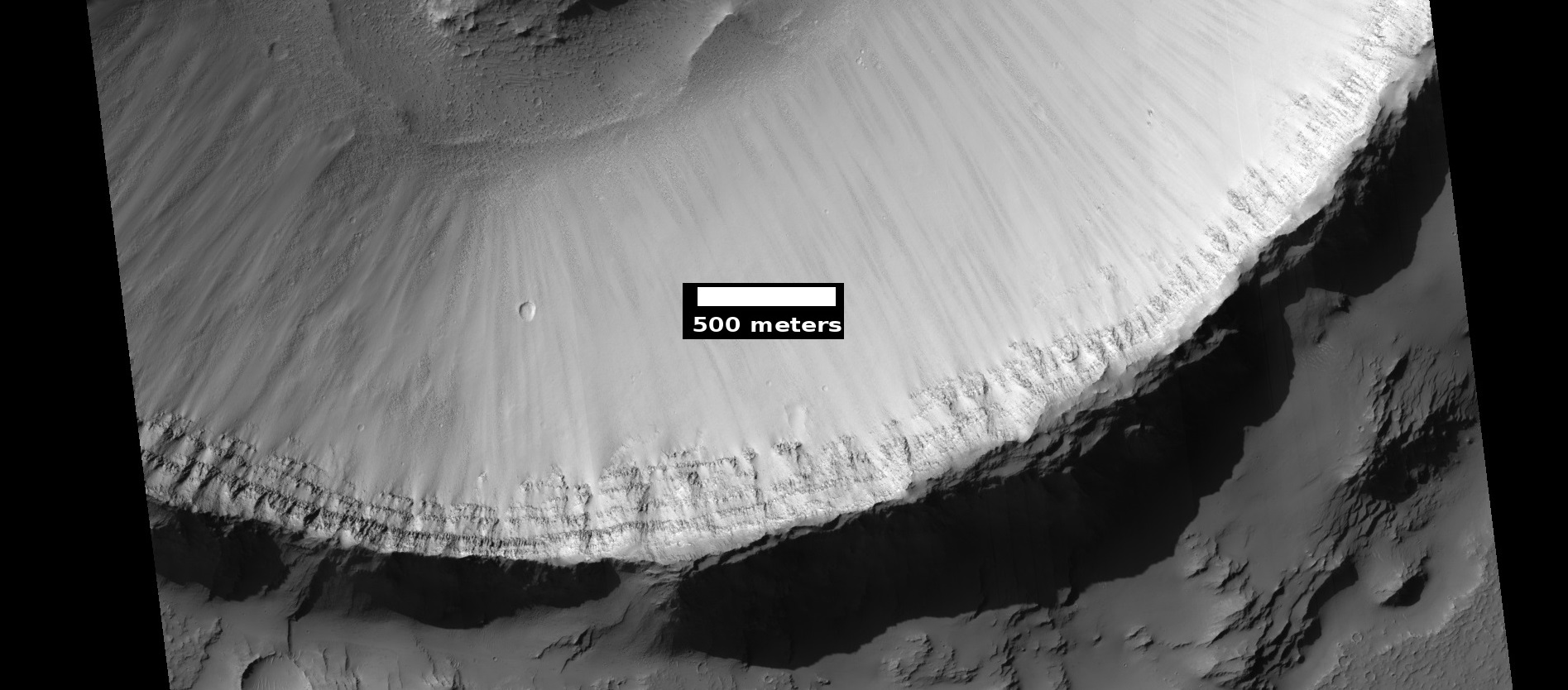
Capas en la pared del cráter, vistas por HiRISE bajo el programa HiWish
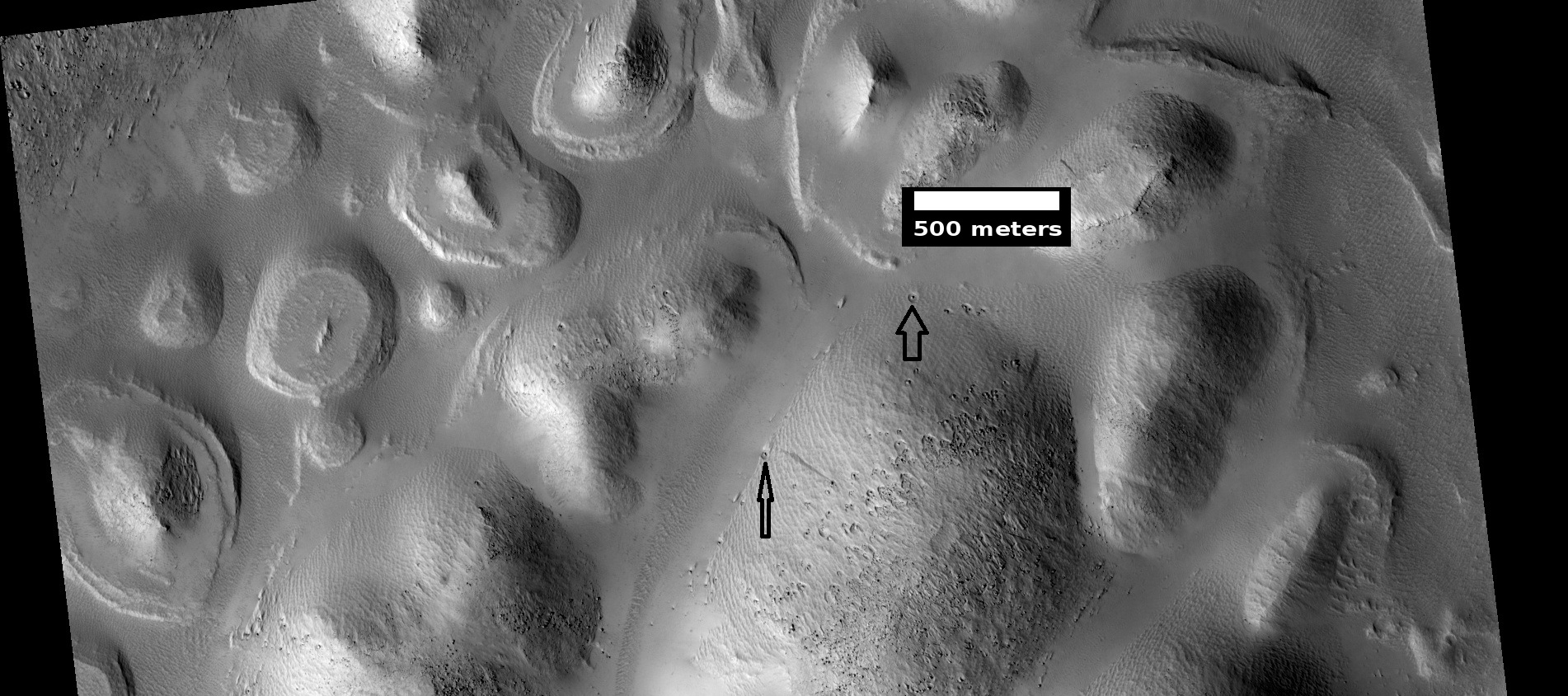
Capas expuestas en la base de un grupo de cerros en Mangala Valles en el cuadrángulo de Memnonia, visto por HiRISE bajo el programa HiWish. Las flechas apuntan a cantos rodados sentados en hoyos. Los pozos pueden haberse formado por los vientos, el calor de las rocas que derriten el hielo molido o algún otro proceso.